# كرايغ سوان
كرايغ سوان (بالإنجليزية: Craig Swan)‏ هو لاعب كرة قاعدة أمريكي، ولد في 30 نوفمبر 1950 في فان نويس في الولايات المتحدة.

## وصلات خارجية
- كرايغ سوان على موقع دوري كرة القاعدة الرئيسي (الإنجليزية)
- كرايغ سوان على موقعبيزبول رفرنس.كوم (الدوري الرئيسي) (الإنجليزية)
- كرايغ سوان على موقعبيزبول رفرنس.كوم (الدوري الثانوي) (الإنجليزية)
- كرايغ سوان على موقع إي إس بي إن.كوم (أم.أل.بي) (الإنجليزية)
- كرايغ سوان على موقع مشجعي الرسوم البيانية (الإنجليزية)